# Sanski Most (kommun)
Sanski Most är en kommun i Bosnien och Hercegovina.   Den ligger i entiteten Federationen Bosnien och Hercegovina, i den nordvästra delen av landet, 170 km nordväst om huvudstaden Sarajevo.